# تاریخچه سامانه طراحی ساختمان‌های غیرفعال خورشیدی
تکنیک‌های طراحی غیرفعال ساختمان خورشیدی، بر حسب ضرورت، قبل از ظهور گرمایش و سرمایش مکانیکی برای هزاران سال انجام می‌شد. این بخش سنتی از معماری بومی در بسیاری از کشورها باقی‌مانده است. شواهدی وجود دارد که فرهنگ‌های باستانی عواملی مانند گرایش‌های خورشیدی، جرم حرارتی و تهویه در ساخت و ساز خانه‌های مسکونی را در نظر گرفته است. روش معماری خورشیدی به‌طور کامل توسعه یافته و برنامه‌ریزی شهری برای اولین بار توسط یونانیان و چینی‌ها استفاده شد که ساختمان خود را به سمت جنوب گرا برای تأمین کردن نور و گرما ساختند. نزدیک به ۲۵۰۰ سال پیش، فیلسوف یونان باستان آشیلوس نوشت:  "فقط شکلهای هندسی اولیه و خانه بربرهای فاقد دانش چرخشی به سمت خورشید زمستانی داشت." به‌طور مشابه، سقراط گفت:  "در حال حاضر، فرض یک خانه به داشتن دید جنوب، آفتاب درطول زمستان در زیر ایوان دریافت خواهد شد، اما در تابستان، وقتی که خورشید از مسیر مستقیم بالای سر ما عبور می‌کند، سقف موجب یک سایه دلپذیر، خواهد شد، نه؟ " 
حمام‌های رومی پنجره‌های بزرگ به سمت جنوب داشتند. طراحی خورشیدی تا حد زیادی در اروپا پس از سقوط رم رها شده بود اما در چین همچنان سنت‌های کیهانی مرتبط جنوب با تابستان، گرما و تندرستی ادامه دارد.

## تاریخ مدرن

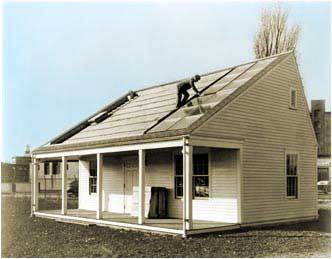

اگر چه اخیراً خانه‌های تجربی خورشیدی با استفاده از مخلوطی از تکنیک‌های خورشیدی فعال و غیرفعال ساخته شد، برخی از اولین مهندسی خانه‌های خورشیدی غیرفعال اروپا در دوران مدرن در آلمان پس از جنگ جهانی اول، زمانی که نیروهای متفقین در منطقه روهر، بسیاری از معادن زغال‌سنگ آلمان را اشغال کرده بودند ساخته شد.
معمارفرانک لوید رایت یکی از پیشگامان طراحی خانه‌های خورشیدی غیرفعال در دهه ۱۹۳۰ و ۴۰ بود. خانه اسلون توسط تریبون شیکاگو، اولین استفاده مدرن از این شرایط، «خانه خورشیدی» نامیده می‌شد. پس از آن اسلون به ساخت تعدادی از خانه‌های خورشیدی غیرفعال، و تلاش‌های تبلیغاتی قابل توجهی به یک جنبش «خانه خورشیدی» دردهه ۱۹۴۰ کمک کرده است. فرانک لوید رایت اصول خورشیدی غیرفعال را در برخی از طرح‌های خود استفاده می‌کرده، به ویژه در خانه جاکوبز، که در سال ۱۹۴۴ در ویسکانسین ساخته شده است، که همچنین به عنوان "Hemicycle خورشیدی" یا Hemicyclo خورشیدی" شناخته شده بود شناخته شده بود. در ایالات متحده، علاقه به سامانه غیرفعال خورشیدی در طراحی ساختمان به‌طور قابل توجهی به وسیله بحران نفتی سال ۱۹۷۳ تحریک شده بود. ده‌ها تن از کتاب‌های الگویی در این دوره منتشر شد، از جمله کتاب انرژی غیرفعال خورشیدی توسط ادوارد Mazria. در سال ۱۹۷۷، وزارت انرژی ایالات متحده، ایجاد شد و در سال ۱۹۷۸ اعتبارات مالیاتی انرژی خورشیدی ارائه شد. در سال ۱۹۷۹، رئیس‌جمهور کارتر پانل‌های خورشیدی بر روی سقف کاخ سفید نصب کرد

## تحولات معاصر
فناوری‌های خورشیدی غیرفعال تدریجاً تصفیه شده و تا حد زیادی در طول قرن ۲۰ بهبود یافته است، انگیزه و کمک به وسیله توسعه تکنیک‌های مدل‌سازی کامپیوتر 3d افزایش یافت.
در آغاز قرن ۲۱، طراحی ساختمان‌های غیرفعال خورشیدی علاقه‌مندان بیشتری دریافت کرده است. اعتبار مالیاتی انرژی خورشیدی ایالات متحده در سال ۲۰۰۵ دوباره نگاشته شد، و در سال ۲۰۰۷ بودجه بیشتری برای پژوهش انرژی خورشیدی و تهویه مطبوع خورشیدی برای لایحه انرژی ارائه شده است. وزارت انرژی ایالات متحده ۲۰۰۷ " کنفرانس بین‌المللی مجموع عملکرد حرارتی پوشش خارجی بنای ساختمان " را در یک کارگاه جامع " درس‌های آموخته سه دهه انرژی غیرفعال خورشیدی گرمایش و سرمایش " ارائه داد. از سال ۱۹۷۸، تقریباً ۳۰۰۰۰۰ ساختمان ایالات متحده حداقل برخی از ویژگی‌های غیرفعال طراحی خورشیدی نشان داده‌اند (هر چند بیش از ۲۵ میلیون ساختمان ایالات متحده پس از آن بدون استفاده از این تکنیک ساخته شده است) [نیازمند منبع] برای سه دهه - از سال ۱۹۷۸ اعتبار مالیاتی انرژی خورشیدی ایالات متحده، ۷۰٪ تا ۹۰٪ کاهش مصرف انرژی در ساخت و ساز تجربی غیرفعال خورشیدی و در نزدیکی ساختمان‌های انرژی صفر است. «درمقایسه با یکدیگر» در سال‌های اخیر، وزارت خورشیدی انرژی ده‌گانه ایالات متحده برخی از طرح‌های پیشرفته خلاق را نشان داده است، استفاده از هر دو سیستم‌های خورشیدی فعال و غیرفعال، توسط تیم‌های معماری و دانشجوی مهندسی از سراسر جهان است. وب سایت ده‌گانه خورشیدی همچنین ببینید: